# Canton de Laissac
Le canton de Laissac est une ancienne division administrative française située dans le département de l'Aveyron et la région Midi-Pyrénées.

## Géographie
Ce canton était organisé autour de Laissac dans l'arrondissement de Rodez. Son altitude variait de 533 m (Bertholène) à 975 m (Gaillac-d'Aveyron) pour une altitude moyenne de 614 m.

## Histoire
- De 1833 à 1848, les cantons de Campagnac et de Laissac avaient le même conseiller général. Le nombre de conseillers généraux était limité à 30 par département.

## Représentation

### Conseillers généraux de 1833 à 2015
| Période | Période          | Identité                                                                      | Étiquette                             | Qualité |
| ------- | ---------------- | ----------------------------------------------------------------------------- | ------------------------------------- | --- |
| 1833    | 1836             | Baron Pierre Joseph de Nogaret                                                | Libéral                               | Maître des requêtes au Conseil d'État Député (1791-1792, 1798-1799, 1828-1841) à Saint-Laurent-d'Olt Président de la Chambre des députés (1837-1841) |
| 1836    | 1845             | Jean-Jacques Monestier (1776-1848)                                            |                                       | Propriétaire Maire de Laissac, conseiller d'arrondissement                                                                                           |
| 1845    | 1848             | Émile Vezin                                                                   |                                       | Procureur du roi à Rodez |
| 1848    | 1853             | Claude Charles Clausel de Coussergues (1801-1870)                             |                                       | Magistrat Propriétaire à Coussergues |
| 1853    | 1854             | N.                                                                            |                                       | |
| 1854    | 1861 (démission) | Jean Baptiste Anglade                                                         |                                       | Juge de Paix à Laissac |
| 1862    | 1865             | Baron Marc Antoine de Gaujal                                                  |                                       | Président de Chambre à la cour impériale de Paris |
| 1865    | 1871             | Pierre Calvet-Rognat                                                          | Majorité dynastique puis Centre droit | Avocat Maire de Chamagnieu (Isère) Député (1852-1870)                                                                                                |
| 1871    | 1896 (décès)     | Jules Clausel de Coussergues                                                  | Républicain                           | Avocat, Coussergues |
| 1896    | 1901             | Xavier Clausel de Coussergues (1846-1902 - fils du précédent)                 | Républicain                           | Avocat de Coussergues |
| 1901    | 1919             | Emile Vigarié                                                                 | Rad                                   | Maire de Laissac (1896-1919) |
| 1919    | 1940             | Charles Clausel de Coussergues (1887-1958 - fils de X.Clausel de Coussergues) | URD puis PSF                          | Agriculteur Maire de Coussergues Nommé membre de la Commission administrative départementale en 1941 Nommé conseiller départemental en 1943          |
|         |                  |                                                                               |                                       | |
| 1945    | 1961             | Paul Couronne                                                                 | Rad                                   | Médecin Maire de Laissac (1945-1965) |
| 1961    | 1979             | Jean Sudre                                                                    | RI puis UDF-PR                        | Docteur à Laissac |
| 1979    | 1992             | Georges Bonnefous (1921-1998)                                                 | DVD                                   | Maire de Bertholène |
| 1992    | 2011             | Yves Boyer                                                                    | UDF puis UMP                          | Pharmacien Maire de Laissac (1983-2008) Vice-Président du Conseil Général                                                                            |
| 2011    | 2015             | Jean-Paul Peyrac                                                              | DVD puis UDI                          | Agriculteur, maire de Cruéjouls (1995-2016) |

### Résultats électoraux détaillés
- Élections cantonales de 2004 : Yves Boyer  (UMP) est élu au premier tour avec 66,68 % des suffrages exprimés, devant Charles Herreman (PCF) (19,41 %) et Claude Ratel (FN) (13,91 %). Le taux de participation est de 73,7 % (2 592 votants sur 3 517 inscrits)[7].
- Élections cantonales de 2011 : Jean-Paul Peyrac  (Divers droite) est élu au premier tour avec 50,2 % des suffrages exprimés, devant Guy Benoit (Divers gauche) (37,47 %) et Jean-Léon Miquel (FN) (6 %). Le taux de participation est de 73,99 % (1 479 votants sur 1 999 inscrits)[8].

### Conseillers d'arrondissement (de 1833 à 1940)
| Période                                  | Période | Identité                                | Étiquette | Qualité |
| ---------------------------------------- | ------- | --------------------------------------- | --------- | --- |
| 1833                                     | 1836    | Jean Jacques Monestier                  |           | Propriétaire, maire de Laissac                                                                              |
| 1836                                     | 1848    | Pierre Jean Antoine Lautard (1786-1868) |           | Capitaine d'état major en retraite, maire de Coussergues (1838-1839)                                        |
| 1848                                     | 1852    | M. Pailhès                              |           | Médecin |
| 1852                                     | 1880    | Jean-François Fabre                     |           | Maire de Gaillac-d'Aveyron, Président du Conseil d'arrondissement                                           |
| 1880                                     | 1886    | Ferdinand Valadier                      |           | Maire de Laissac                                                                                            |
| 1886                                     | 1892    | Sylvain Gervais                         |           | Maire de Cruéjouls de 1876 à 1908                                                                           |
| 1892                                     | 1904    | Alexis Séguret                          |           | Docteur-médecin à Laissac                                                                                   |
| 1904                                     | 1910    | Jules Solinhac                          | Libéral   | Maître d'hôtel, adjoint au maire de Laissac                                                                 |
| 1910                                     | 1919    | Étienne Couffinhal                      | Radical   | Maire de Bertholène                                                                                         |
| 1919                                     | 1928    | Louis Carrié                            | Droite    | Propriétaire au Violon, Bertholène                                                                          |
| 1928                                     | 1934    | Jules Solinhac                          | Libéral   | Propriétaire à Laissac                                                                                      |
| 1934                                     | 1940    | Louis Mercadier                         | URD       | Maire de Palmas (1939-1942)                                                                                 |
| 1940                                     |         |                                         |           | Les conseils d'arrondissement ont été suspendus par la loi du 12 octobre 1940 et n'ont jamais été réactivés |
| Les données manquantes sont à compléter. |         |                                         |           | |

## Composition
Le canton de Laissac regroupait huit communes et comptait 4 413 habitants (recensement de 2007 population municipale).
| Communes          | Population (2012) | Code postal | Code Insee |
| ----------------- | ----------------- | ----------- | ---------- |
| Bertholène        | 1003              | 12310       | 12026      |
| Coussergues       | 224               | 12310       | 12081      |
| Cruéjouls         | 412               | 12340       | 12087      |
| Gaillac-d'Aveyron | 296               | 12310       | 12107      |
| Laissac           | 1 531             | 12310       | 12120      |
| Palmas            | 286               | 12310       | 12177      |
| Sévérac-l'Église  | 409               | 12310       | 12271      |
| Vimenet           | 252               | 12310       | 12303      |

## Démographie
| 1962  | 1968  | 1975  | 1982  | 1990  | 1999  | 2006  | 2011  | 2012  |
| ----- | ----- | ----- | ----- | ----- | ----- | ----- | ----- | ----- |
| 4 466 | 4 223 | 4 042 | 4 056 | 4 059 | 4 165 | 4 392 | 4 626 | 4 690 |